# Гвідо де Марко
Гві́до де Ма́рко (італ. і англ. Guido de Marco; 22 липня 1931, Валлетта — 12 серпня 2010, Мсіда) — мальтійський державний діяч, Президент Мальти (1999—2004).

## Початок кар'єри
Здобув освіту в Королівському університеті Мальти, де в 1953 р. здобув ступінь бакалавра гуманітарних наук з філософії, економіки та італійської мови, а в 1955 р. — ступінь доктора права. З 1956 р. працював у Верховному суді Мальти. З 1964 по 1966 рр. виконував обов'язки радника корони при уряді Мальти. Професор кримінального права в Університеті Мальти, де викладав з 1967 р.

## Політична кар'єра
У квітня 1966 р. вперше обраний депутатом від Націоналістичної партії до Палати представників і переобирався в парламент на кожних загальних виборах протягом довгого часу. У 1972—1977 рр. — генеральний секретар Націоналістичної партії, в 1977—1999 рр. — заступник голови Націоналістичної партії.
У 1967 р. — обраний Палатою представників делегатом у Парламентській Асамблеї Ради Європи, і протягом майже двадцяти років був її членом.
У 1987—1996 та 1998—1999 рр. — заступник Прем'єр-міністра Мальти. Одночасно обіймав важливі міністерські пости:
- 1987—1990 рр. — міністр юстиції і міністр внутрішніх справ,
- 1990—1996 рр. — міністр юстиції і міністр закордонних справ,
- 1998—1999 рр. — міністр закордонних справ.

У 1999—2004 рр. — Президент Мальти.

## Нагороди
- Орден Хреста землі Марії на ланцюгу (Естонія, 24 квітня 2001 р.)[3]
- Орден Білої зірки на ланцюгу (Естонія, 27 вересня 2003 р.)[4]
- Орден «За заслуги» I ступеня (Україна, 21 серпня 2007 р.)[5]
- Орден «За заслуги перед Федеративною Республікою Німеччина»